# Першата
Перша́та (рос. Першата) — присілок у складі Комишловського району Свердловської області. Входить до складу Галкинського сільського поселення.
Населення — 98 осіб (2010, 137 у 2002).
Національний склад станом на 2002 рік: росіяни — 96 %.